# Francesco Portinaro
Francesco Portinaro (Padova, 1520 circa – 1578) è stato un compositore e umanista italiano del Rinascimento.
Attivo sia in Italia settentrionale sia a Roma, fu strettamente legato alla casata estense, lavorò per diverse accademie umanistiche rinascimentali ed era noto come compositore di madrigali e dialoghi.

## Biografia

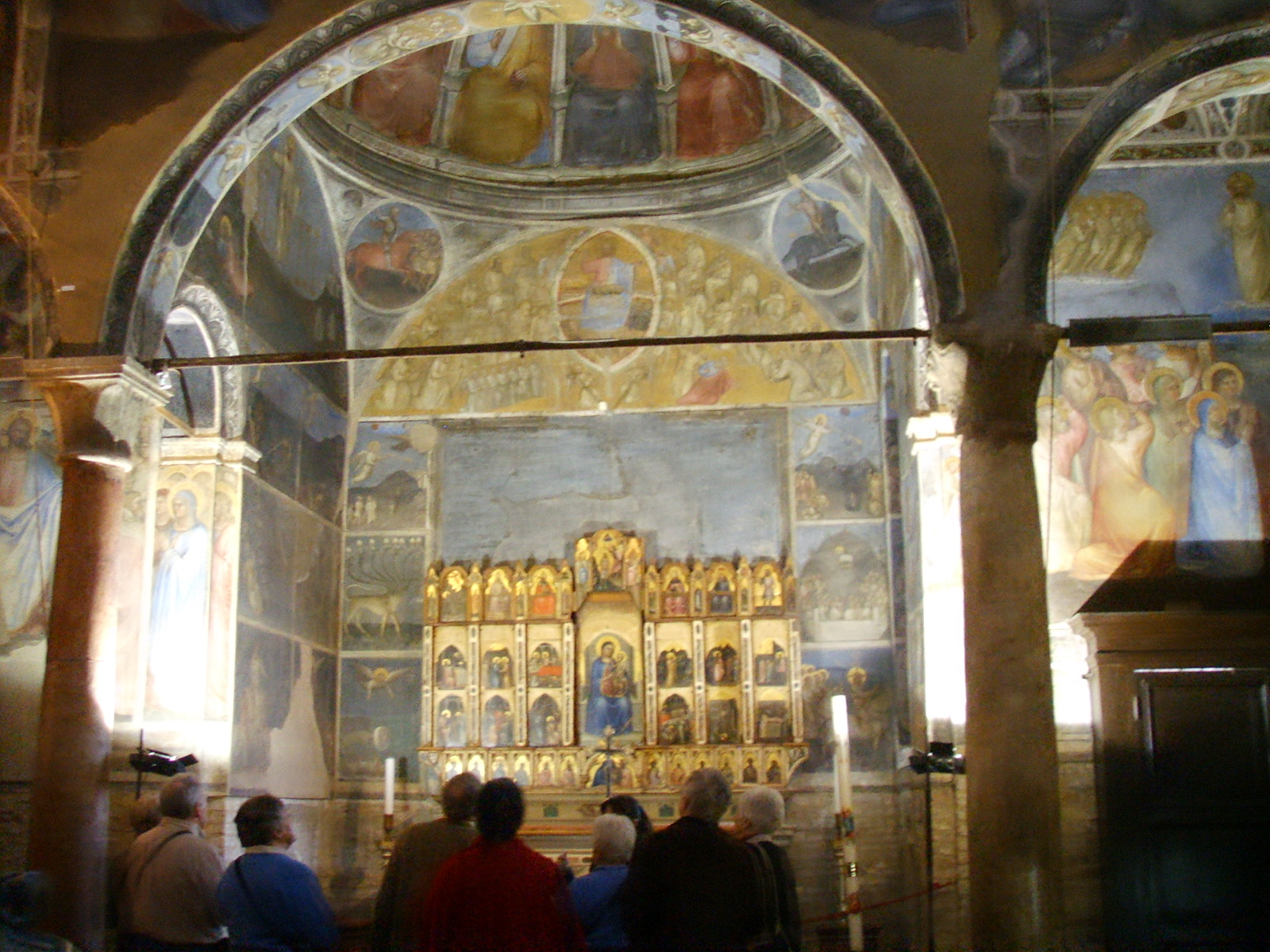
Interno del battistero del Duomo di Padova. Portinaro vi lavorò come maestro di cappella tra il 1576 e il 1578.

Portinaro nacque a Padova intorno al 1520. Pur avendo pubblicato un libro di mottetti a Venezia nel 1548, non sono disponibili dettagli biografici relativi al periodo antecedente al 1550. Figlio di Pietro di Bernardino da Cittadella, funzionario presso la Curia del podestà, Portinaro era sposato con Laura de Rubeis, figlia di Andrea de Rubeis da Este, e risiedeva nel palazzo estense di Padova. Nel 1555 fece domanda per il posto di maestro di cappella presso la cattedrale cittadina, ma non avendo avuto esito positivo trascorse il resto del decennio in attività umanistiche, oltre che musicali. In particolare, ebbe una vita attiva frequentando quattro associazioni secolari: un gruppo di musicisti a Padova e tre accademie umanistiche a Vicenza, Padova e Verona. Uno dei suoi maestri fu Lorenzo Barozzi. Tali accademie stavano diventando comuni verso la fine del XVI secolo come parte della riscoperta del pensiero umanistico; nella musica furono il luogo dei primi esperimenti con la monodia e le forme vocali drammatiche a più voci, che in seguito sarebbero confluite nell'opera.
La prima delle associazioni a cui Portinaro aderì fu un gruppo anonimo da lui stesso fondato il 21 giugno 1555 per incentivare e promuovere la carriera musicale dei suoi membri. Dopo lo scioglimento di questa confraternita si trasferì a Vicenza, dove entrò a far parte dell'Accademia dei Costanti, una società di umanisti alla quale dedicò un suo libro di madrigali pubblicato nel 1557. Nel marzo del 1557 ritornò a Padova ed aderì alla neonata Accademia degli Elevati, di cui sono sopravvissuti alcuni documenti che descrivono le attività specifiche e il ruolo che egli ricoprì al suo interno. I membri dell'Accademia degli Elevati erano circa quaranta e, diversamente da quanto accadeva nell'Accademia Filarmonica di Verona, non sembravano occuparsi della maggior parte della produzione musicale. Portinaro fu assunto come maestro e avrebbe dovuto trovare assistenti professionisti che si esibissero per i membri dell'Accademia degli Elevati. Le loro sessioni, che prevedevano conferenze, discorsi e discussioni sulla poesia secolare e latina e su altri argomenti umanistici, spesso iniziavano e finivano con esibizioni musicali di Portinaro e del suo gruppo. Inoltre, Portinaro e i suoi assistenti (di cui tre elencati nei registri) erano obbligati dai termini del suo impiego a insegnare canto, esecuzione strumentale e altri aspetti della musica a chiunque dei membri lo desiderasse. Nel 1560 Portinaro dedicò ai suoi assistenti un libro di madrigali, ma a causa di difficoltà economiche l'Accademia degli Elevati si sciolse nel marzo dello stesso anno.
In seguito si recò a Verona, dove l'Accademia Filarmonica lo assunse per un anno a partire dal 1561. A fine anno venne sostituito da Ippolito Chamaterò, che mantenne l'incarico per i successivi due anni. Nel 1563 dedicò un madrigale al marchese Scipione Gonzaga, il quale si stava predisponendo per fondare a Padova l'Accademia degli Eterei. Tra il 1564 e il 1568 soggiornò a Roma, al servizio del cardinale Ippolito II d'Este, come direttore musicale per la sua considerevole istituzione musicale, composta da 15 cantanti, vari strumentisti e un organista. Ippolito all'epoca fu un importante mecenate per numerosi artisti (tra cui Giovanni Pierluigi da Palestrina) e portò con sé gran parte dei fasti della corte estense. Portinaro probabilmente scrisse gran parte della sua musica sacra, soprattutto mottetti, durante il suo mandato a Roma.
Vi sono dei dubbi circa la permanenza di Portinaro a Roma dopo il 1566, in quanto si era ipotizzato che egli fosse passato al servizio del cardinale Luigi d'Este per via della dedica che gli indirizzò in alcuni mottetti pubblicati nel 1568, ma non vi sono documenti che lo attestino con certezza. Il musicologo Alfred Einstein sostiene che Portinaro fosse a Venezia intorno al 1567 lavorando come tipografo ed editore, non di musica ma di poesia, pubblicando alcuni versi di Pietro Bembo ed altri poeti. Di sicuro nel 1568 Portinaro tornò nuovamente a Padova, e più tardi nello stesso anno si recò a Vienna, molto probabilmente per presentare domanda per il posto vacante di maestro di coro alla corte di Massimiliano II. Non avendo ottenuto tale incarico, tornò a Padova prima del marzo 1569 e sembra che abbia trascorso il resto della sua vita nella sua città natale.
Nel 1573 una nuova accademia patavina, l'Accademia degli Rinascenti, lo assunse come maestro di musica con incarichi simili a quelli che aveva ricoperto presso l'Accademia degli Elevati; addirittura egli richiamò come assistenti alcune delle stesse persone che lo avevano aiutato in quella precedente esperienza. Oltre all'Accademia degli Elevati ve ne era un'altra rivale, l'Accademia degli Animosi, ma nessuna delle due durò a lungo. La concorrenza della vicina Venezia, uno dei maggiori centri musicali d'Europa all'epoca, era troppo intensa per consentire la creazione di più istituti di questo tipo a Padova. Inoltre nel 1576 un'epidemia di peste bubbonica uccise 12.000 persone in città e pose fine alla maggior parte dell'attività musicale patavina negli anni successivi. Ciononostante, Portinaro sopravvisse alla peste e venne assunto come maestro di cappella nella Cattedrale di Padova nel dicembre 1576; nella documentazione riguardante tale incarico è presente un attestato di pagamento a suo favore risalente al mese di agosto del 1577. La sua morte avvenne verso la fine del 1578 e il suo incarico in cattedrale venne affidato ad Ippolito Chamaterò.

## Opere musicali
Portinaro produsse musica vocale sia sacra che profana e realizzò anche una serie di intavolature per liuto, le quali rappresentano la sua unica musica strumentale a lui attribuita e vennero inserite all'interno del libro Fronimo. Dialogo nel quale si contengono le vere et necessarie regole del intavolare la musica nel liuto di Vincenzo Galilei, pubblicato in diverse edizioni nel 1568, nel 1569 e nel 1584.
La sua musica vocale secolare, che consisteva in madrigali e dialoghi drammatici, fu la parte più nota della sua produzione. Egli pubblicò in totale sei libri di madrigali e di dialoghi, da quattro a otto voci, oltre a tre libri di mottetti. Alcuni madrigali e mottetti furono pubblicati separatamente, mentre una versione inedita della messa, Missa Surge Petre a 6 voci, è conservata a Monaco di Baviera presso la Bayerische Staatsbibliothek all'interno del manoscritto BSB-Hss Mus.ms. 45.
Sembra che Portinaro abbia scritto la maggior parte della sua musica vocale profana per le accademie di cui fu maestro. Periodicamente raccoglieva brani, madrigali e dialoghi drammatici in scenette da pubblicare e da dedicare alle accademie e ai suoi aristocratici mecenati. I madrigali mostrano l'influenza dei compositori della scuola veneziana come Adrian Willaert; nello stile musicale sono polifonici, riservati ed evitano lo stile manieristico e sperimentale di alcuni compositori della metà del XVI secolo come Cipriano de Rore, anch'essi attivi nell'orbita veneziana. Tuttavia Portinaro fu innovativo nello sviluppo della caratterizzazione drammatica nei suoi dialoghi, che furono i precursori dell'opera. Un esempio di composizione di questo tipo è rappresentato dal primo pezzo della collezione Vergini che egli scrisse per Massimiliano II a Vienna nel 1568. Quest'opera a sette voci presenta le 7 Muse, le quali sono state esiliate e cercano una nuova casa, trovandola presso la corte imperiale di Vienna. Questa composizione musicale presenta la tendenza di quel periodo storico verso la caratterizzazione drammatica, con singole voci che rappresentano ciascuna un personaggio e dimostra anche il crescente utilizzo, all'epoca, di storie secolari, in gran parte tratte dall'antichità classica.
Con buona probabilità Portinaro scrisse la maggior parte dei suoi mottetti durante il suo soggiorno a Roma al servizio del cardinale Ippolito II d'Este, mentre altri risalgono ai suoi primi anni non documentati. Queste opere mostrano anche l'influenza della polifonia olandese praticata da Willaert nella vicina Venezia.